# Amidá

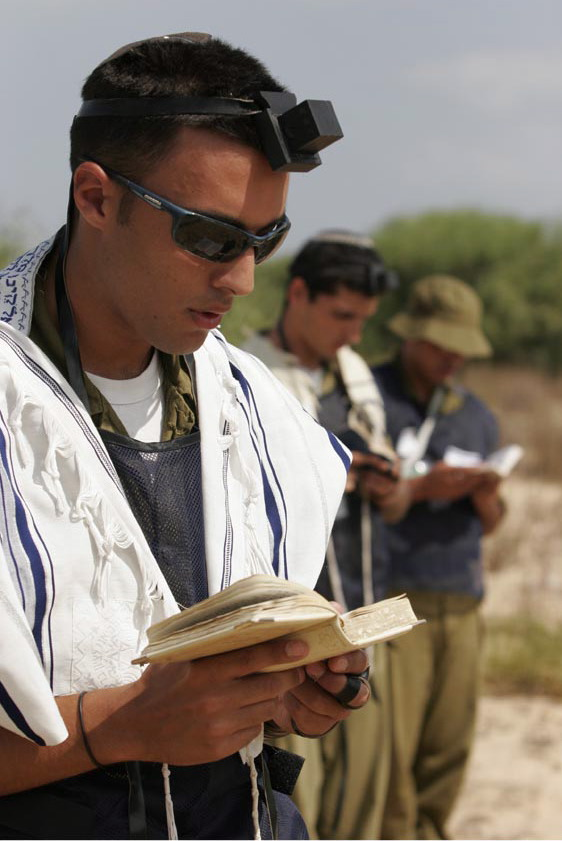
Judíos rezando.

La Amidá (en hebreo: תפילת העמידה, Tefilat ha-Amidá, «Oración de pie»), también conocida como Shemoné Esré (en hebreo: שמונה עשרה, «Las dieciocho bendiciones») es la oración central de la liturgia judía. Esta oración, entre otras, se encuentra en el Sidur, el libro tradicional de oraciones judías. Debido a su importancia, se le llama simplemente hatefila (התפילה, «la oración») en la literatura rabínica.
Los judíos observantes recitan la Amidá en cada uno de los tres servicios de oración en un día típico de la semana: mañana, tarde y noche. Una cuarta Amidá (llamada Musaf) se recita en Sabbat, Rosh Jodesh y en las festividades judías, después de la lectura matutina de la Torá. Una quinta (llamada Neilá) se recita en Yom Kipur.
La Amidá típica de un día de la semana contiene de hecho diecinueve bendiciones, aunque originalmente tenía dieciocho (de ahí el nombre alternativo de Shemoneh Esreh, que significa «dieciocho»). Cuando la Amidá se modifica para oraciones u ocasiones específicas, las primeras tres bendiciones y las tres últimas permanecen constantes, enmarcando de esta forma la Amidá utilizada en cada servicio, en tanto que las trece bendiciones intermedias se reemplazan por bendiciones (generalmente solo una) específicas a la ocasión.
La oración se recita de pie con los pies firmemente juntos y obligatoriamente (si es posible) de cara a Jerusalén. En la adoración pública ortodoxa, la Amidá generalmente la reza primero en voz baja la congregación y luego el jazán (lector) la repite en voz alta; no se repite en la oración de Arvit. El propósito original de la repetición era dar a los miembros analfabetos de la congregación la oportunidad de participar en la oración colectiva respondiendo "Amén". Las congregaciones conservadoras y reformistas a veces abrevian la recitación pública de la Amidá según sus costumbres.
Recitar la Amidá es un mitzvá derabanan (un mandamiento rabínico) pues, según la leyenda, fue compuesta por primera vez por la Gran Asamblea. Las reglas que gobiernan la composición y recitación de la Amidá se discuten principalmente en el Talmud, en los capítulos 4-5 del Berajot; en el Mishné Torá, en los capítulos 4-5 del Hilkhot Tefilah; y en el Shulján Aruj, Leyes 89-127.

## Estructura de la Amidá en los días normales de la semana
La Amidá de los días normales de la semana contiene diecinueve bendiciones. Cada bendición termina con el distintivo «Bendito seas, oh Señor ...» con el que también empieza la bendición inicial. Las primeras tres bendiciones se conocen como sección con el nombre de shevaj («alabanza») y sirven para inspirar a los adoradores e invocar la misericordia de Dios. Las trece bendiciones intermedias componen la bakashah («petición»), con seis peticiones personales, seis peticiones comunales y una petición final para que Dios acepte las oraciones. Las últimas tres bendiciones, conocidas como hoda'ah («gratitud»), dan gracias a Dios por la oportunidad de servirle al Señor. El shevach y el hoda'ah son estándar para cada amidá, con algunos cambios en ciertas ocasiones.

### Las diecinueve bendiciones
Las diecinueve bendiciones son las siguientes:
1. Avot («Ancestros»): alabanzas a Dios como el Dios de los patriarcas bíblicos, «Dios de Abraham, Dios de Isaac y Dios de Jacob». [19]
2. Gevurot («poderes»): alaba a Dios por su poder y fuerza.[20] Esta oración incluye una mención de la curación de los enfermos por parte de Dios y la resurrección de los muertos. También se le llama Tehiyyat ha-Metim = «la resurrección de los muertos».
  - La lluvia se considera una manifestación de poder tan grande como lo es la resurrección de los muertos; de ahí que en invierno se inserte en esta bendición una línea reconociendo el que Dios conceda la lluvia. A excepción de muchos asquenazí, la mayoría de las comunidades también insertan una frase que agradece el rocío durante el verano.
3. Kedushat ha-Shem («la santificación del Nombre»): alabanzas a la santidad de Dios.
  - Durante la repetición hecha por el jazán, se canta en respuesta una versión más larga de la bendición llamada Kedusha. La Kedusha se extiende aún más en Sabbat y festividades.
4. Binah («entendimiento»): se le pide a Dios que conceda sabiduría y entendimiento.
5. Teshuvá («regreso», «arrepentimiento»): se le pide a Dios que ayude a los judíos a regresar a una vida basada en la Torá y alaba a Dios como un Dios de arrepentimiento.
6. Selichah: Se le pide perdón por todos los pecados y se alaba a Dios como un Dios de perdón.
7. Geulah («redención»): Se le pide a Dios que rescate al pueblo de Israel. [21]
  - En los días de ayuno, el jazán añade la bendición Aneinu durante su repetición después de concluir la bendición del Geulah.
8. Refuah («curación») [22]): Una oración para curar a los enfermos [23].
  - Una adición puede pedir la curación de una persona específica o más de un nombre. El fraseo utiliza el nombre judío de la persona y el nombre de su madre judía (o Sara immeinu).
9. Birkat HaShanim («bendición por años [de bien]»): Se le pide a Dios que bendiga el producto de la tierra.
  - Se incluye una oración pidiendo lluvia en esta plegaria durante la temporada de lluvias.
10. Galuyot («diásporas»): Se le pide a Dios que permita la reunión de los judíos exiliados de regreso a la tierra de Israel.
11. Birkat HaDin («Justicia»): Se le pide a Dios que restaure a los jueces justos como en los días de antaño.
12. Birkat HaMinim («los sectarios, herejes»): Se le pide a Dios que destruya a quienes pertenecen a sectas heréticas (Minuth), que difaman a los judíos y actúan como informantes contra los judíos.
13. Tzadikim («justos»): Se le pide a Dios que tenga misericordia de todos los que confían en Él y pide apoyo para los justos.
14. Boneh Yerushalayim («Constructor de Jerusalén»): Se le pide a Dios que reconstruya Jerusalén y restaure el Reino de David.
15. Birkat David («Bendición de David»): Se le pide a Dios que traiga al descendiente del rey David, quien será el mesías.
16. Tefilá («oración»): Se le pide a Dios que acepte nuestras oraciones, que tenga piedad y compasión.
  - En los días de ayuno, los judíos asquenazí insertan la plegaria del Aneinu en esta bendición durante la Minjá. Los judíos sefardíes también lo recitan durante Shajarit.
17. Avodah («servicio»): Se le pide a Dios que restaure los ritos del Templo y los ritos de sacrificio.
18. Hoda'ah («acción de gracias»): Se da gracias a Dios por nuestras vidas, por nuestras almas y por los milagros de Dios que están con nosotros todos los días.
  - Cuando el jazán llega a esta bendición durante la repetición, la congregación recita una oración llamada Modim deRabbanan («la acción de gracias de los rabinos»).
19. Sim Shalom («Concede la paz»): Se le pide a Dios paz, bondad, bendiciones, bondad y compasión. Los asquenazíes generalmente dicen una versión más corta de esta bendición en Minjá y Arvit, llamada Shalom Rav.

### Bendiciones finales
Antes de la bendición final por la paz, se dice lo siguiente:
Te reconocemos, Señor, que eres nuestro Dios, como fuiste el Dios de nuestros antepasados, por los siglos de los siglos. Roca de nuestra vida, escudo de nuestra ayuda, eres inmutable de era en era. Te damos gracias y pronunciamos Tu alabanza, por nuestras vidas que están entregadas en Tus manos y por nuestras almas que están confiadas a Ti, y por tus milagros que están con nosotros todos los días y por tus maravillosas obras de bondad que son de todas las horas; tarde y mañana y mediodía. Tú eres bueno, porque tus misericordias son infinitas; Tú eres misericordioso, porque tus misericordias son interminables. Desde la eternidad hemos esperado en ti. Y por todas estas cosas sea bendito y exaltado tu nombre por siempre y para siempre. Y todos los que viven te alabarán y alabarán tu gran nombre en verdad, Dios, salvación y ayuda nuestra. Selah. Bendito seas, oh Señor, tu nombre es bueno, y a ti conviene darte gracias.
La bendición de Aarón se dice en la repetición que hace el jazán de la Amidá de Sajarit, y en la Musaf Amidá en Sabbat y en las festividades judías. En los días de ayuno público también se dice en Minjá, y en Yom Kipur, en la Neilah. No se dice en una Casa en Luto. En las congregaciones ortodoxas y en algunas conservadoras, esta bendición es cantada por los kohanim (los descendientes directos del clan sacerdotal Aarónico) en ciertas ocasiones. En la práctica asquenazí, los kohanim cantan la bendición sacerdotal en las fiestas judías de la diáspora y a diario en la Tierra de Israel. En las sinagogas judías yemenitas y en algunas sinagogas sefardíes, los kohanim cantan la bendición sacerdotal a diario, incluso fuera de Israel.

### Meditación final
Poco a poco se ha ido desarrollando la costumbre de recitar, al concluir lo anterior, la plegaria con que el rabino Mar hijo de Ravina solía concluir su oración:
Dios mío, guarda mi lengua y mis labios de hablar engaños, y ante quienes me maldicen, enmudezca mi alma, y como polvo para todos. Abre mi corazón en tu Torá, y después [en] Tus mandamientos déjame [mi alma] perseguir. En cuanto a los que piensan mal de [contra] mí, prontamente frustra su consejo y destruye sus conspiraciones. Haz [esto] por tu nombre, haz esto por tu mano derecha, haz esto por tu santidad, haz esto por tu Torá. Para que tus amados se regocijen, que tu mano derecha traiga ayuda [salvación] y respóndeme ...
En este punto, algunos recitan un versículo bíblico relacionado con sus nombres. Por ejemplo, una persona llamada Lía podría recitar Salmos 3: 9, ya que tanto Lía como este versículo comienzan con la letra lamed y terminan en la letra he. Esta práctica se registró por escrito por primera vez en el siglo XVI y fue popularizada por el rabino Shela. [24]
Luego se recita el Salmo 19:15 (que fue la última línea de la plegaria del rabino Mar hijo de Ravina). [25]

#### Continuación
Se dan tres pasos hacia atrás, seguidos por una oración de continuación:
- La corriente principal del judaísmo ortodoxo asquenazí también agrega la siguiente oración a la conclusión de cada amidá:

Que sea tu voluntad, oh mi Dios y Dios de mis padres, que el templo sea reconstruido rápidamente en nuestros días, y danos nuestra porción en tu Torá, y allí te adoraremos con reverencia como en los días y años pasados. Y sea agradable a Dios la ofrenda de Minjá de Judá y Jerusalén, como en los días pasados y en los años pasados.
- Muchos libros de oraciones sefardíes añaden a su vez:

Que sea tu voluntad, oh mi Dios y Dios de mis padres, que rápidamente reconstruyas el templo en nuestros días, y nos des nuestra porción en tu Torá, para que podamos cumplir tus mandatos, hacer tu voluntad y servirte con todo nuestro corazon.
Muchos también suelen agregar oraciones personales individuales como parte de la recitación silenciosa de la Amidá. El rabino Shimon desaconseja orar de memoria: «Más bien, haz de tu oración una petición de misericordia y compasión ante el Omnipresente» [26]. Algunas autoridades animan al adorador a decir algo nuevo en su oración cada vez.

### Modo de oración
La oración se realiza de la siguiente manera:
Tanto al principio de la Amidá como en su conclusión, se comienzan los pasos con la pierna izquierda, en el final se da tres pasos para atrás, se gira un poco el tronco hacia la izquierda, y levemente inclinado se recita: Oseh Shalom Bimromav; se gira un poco el tronco hacia la derecha, y levemente inclinado se recita: Hu Ya'aseh Shalom Aleinu; endereza su tronco y mirando al frente recita: Ve al Kol Israel ve imru Amén. Se dan tres pasos para el frente, como el siervo que se retira de la presencia de su amo.
Rezando en solitario, en compañía o con un Minyán, cuatro son las ocasiones en las cuales se inclina el cuerpo hacia adelante durante la Amidá:
- Al comienzo de la primera bendición, Maguén Avot, cuando se pronuncia Baruj Atá Adonai y cuando se culmina con Eloheinu ve Elohei Avoteinu.
- Al final de la misma primera bendición, cuando se pronuncia nuevamente Baruj Atá Adonai y cuando se culmina con Maguén Abraham.
- Al llegar a la bendición Modim anachnu lach.
- Al concluir esta misma bendición, al pronunciar Baruj Atá Adonai y cuando se culmina con Hatov shimjá uleja nae lehodot.

En las mismas ocasiones el oficiante que reza la Amidá en voz alta se inclina. En la repetición, al llegar a la bendición modim, los miembros de la congregación también acostumbran a inclinar un poco sus cuerpos, en consonancia con el oficiante. Según la Halajá normativa, si una persona se confunde y no está muy segura de cuando, y de como hacer la reverencia, es mejor que no la haga.
Durante los días no festivos de la semana, la oración de Amidá se realiza tres veces durante los servicios religiosos de la mañana, la tarde y la noche, estos servicios se llaman respectivamente: Shajarit, Minjá y Maariv. Durante el Shabat y los días festivos, se añade una cuarta oración llamada Musaf. En Yom Kipur (el Día del Perdón), se añade una quinta oración llamada Neilá.